# Antioco Mainas
Antioco Mainas (Cagliari, 1508 – Cagliari, seconda metà sec. XVI) è stato un pittore italiano, uno dei maggiori in Sardegna durante il periodo spagnolo.

## Opere principali

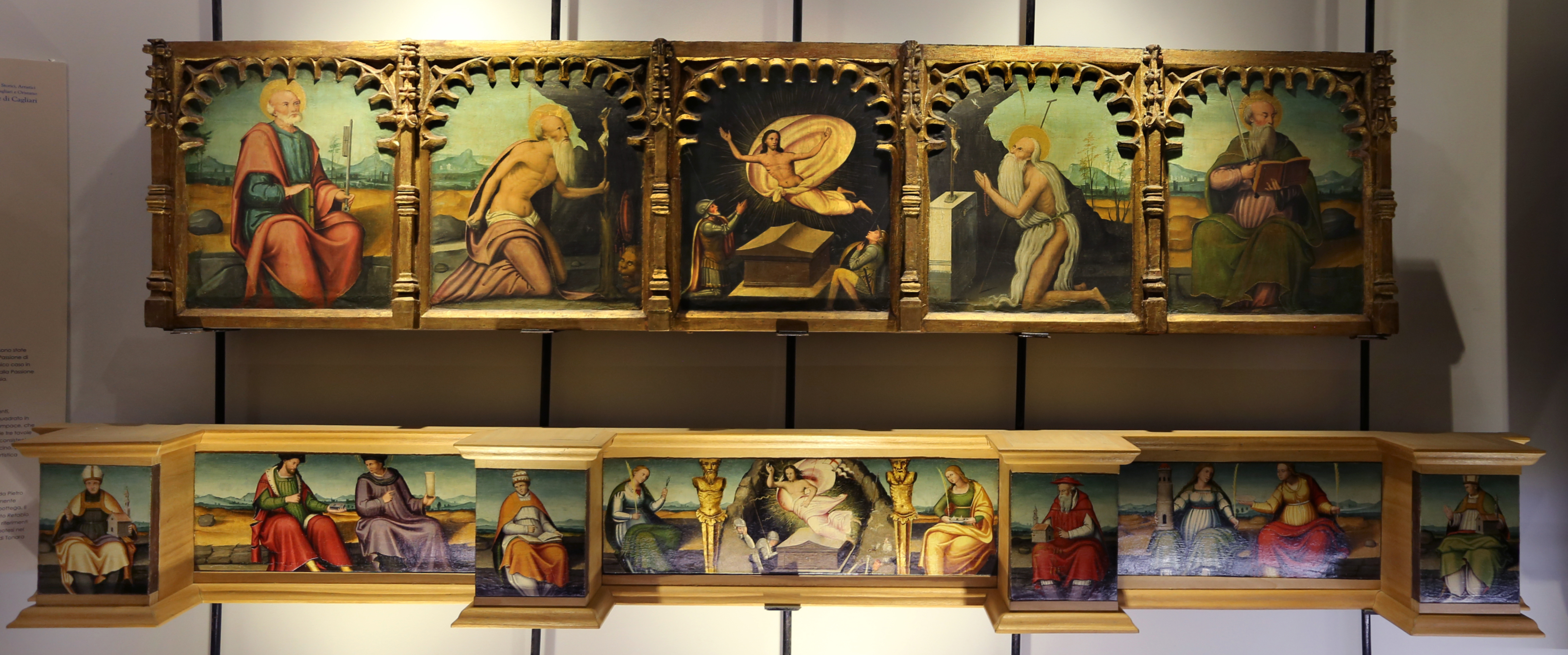
Predella di Nostra Signora di Valverde e retablo da San Francesco di Stampace

- Retablo della Vergine del Parto[1], chiesa di San Francesco di Iglesias[2]
- Annunciazione, ora alla Pinacoteca nazionale di Cagliari
- Crocifissione, ora alla Pinacoteca  nazionale di Cagliari
- Predella di Nostra Signora di Valverde, ora alla Pinacoteca Nazionale di Cagliari (in origine alla chiesa di Nostra Signora di Valverde ad Iglesias)
- Retablo di S. Maria di Monserrat, ora alla pinacoteca Nazionale di Cagliari
- Transito della Vergine, ora alla Pinacoteca nazionale di Cagliari
- Retablo di Uta, ora diviso in vari pezzi: la parte centrale è conservata nella chiesa di Santa Giusta a Uta,  altre parti in collezioni a Milano e Torino

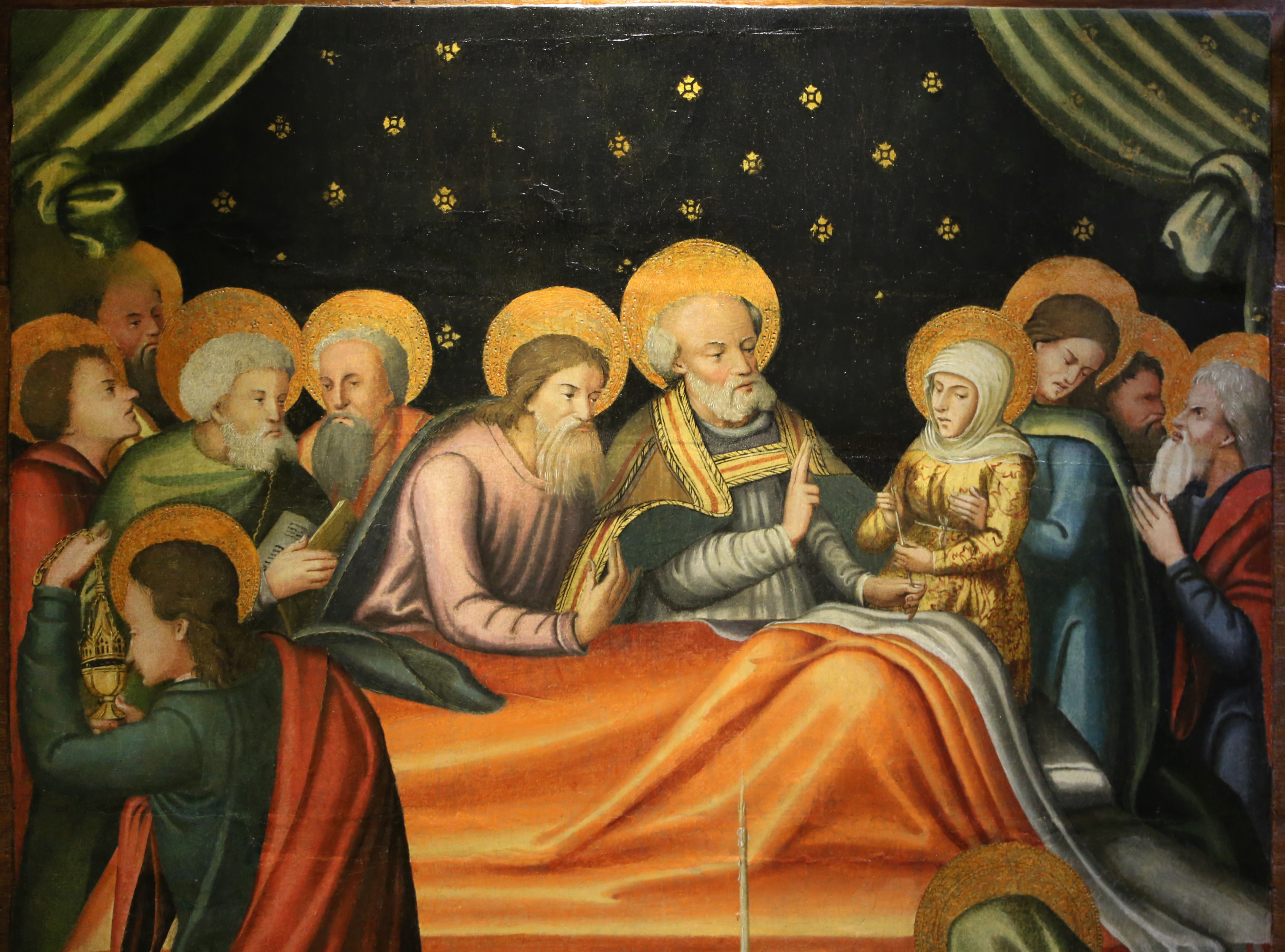
Retablo del San Francesco, Oristano

- Retablo del san Francesco di Oristano, si trova a Oristano nella chiesa di San Francesco
- Retablo di Sant'Elia, che si trova a Quartu Sant'Elena nella cappella del Santissimo Sacramento della Basilica di Sant'Elena
- Retablo di Gergei, si trova nella chiesa di San Vito di Gergei
- Retablo dei consiglieri di Oristano, ora conservato nell'Università di Cagliari
- Sacra Famiglia, presso sagrestia della Parrocchia di Bari Sardo